# Музей женщин и детей Китая
Музей женщин и детей Китая (кит. трад. 中國婦女兒童博物館, упр. 中国妇女儿童博物馆, пиньинь Zhōng guó fù nǚ ér tóng bó wù guǎn) открыт в Пекине 10 января 2010 года.
По данным агентства «Синьхуа», это первый музей государственного уровня в Китае, посвященный женщинам и детям.
Строительство музея началось 25 марта 2006 года.
Сейчас в музее открыто 6 основных павильонов и действует 5 тематических выставок. При этом экспозиция делится на две темы: «Женщины» и «Дети». Всего в музее представлено порядка 30 тысяч экспонатов.